# Акраб (село)
Акраб (каз. Ақраб) — село в Хобдинском районе Актюбинской области Казахстана. Административный центр Акрабского сельского округа. Код КАТО — 154233100.

## Население
| Численность населения | Численность населения | Численность населения |
| 1979                  | 1999                  | 2009                  |
| --------------------- | --------------------- | --------------------- |
| 2504                  | ↘1926                 | ↘856                  |

В 1999 году население села составляло 1926 человек (948 мужчин и 978 женщин). По данным переписи 2009 года, в селе проживало 856 человек (439 мужчин и 417 женщин).

## Уроженцы
- А.Жанзаков — участник ВОВ, Герой Советского Союза